# چهاپادی

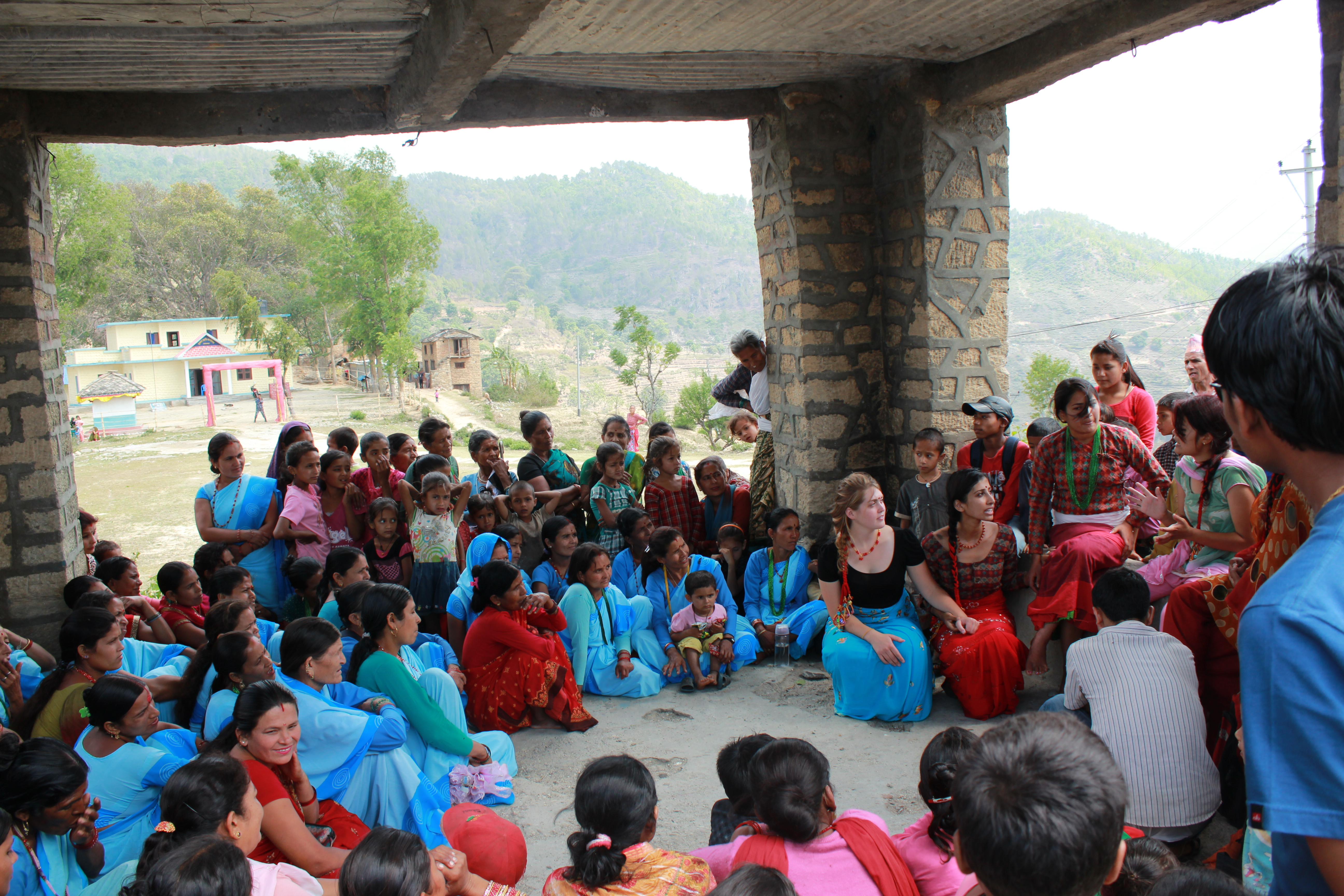
افزایش آگاهی از طریق آموزش در میان زنان و دختران برای اصلاح یا حذف رسم چه‌هاپادی در نپال در حال انجام است.

چه‌هاپادی (به انگلیسی: chhaupadi) به رسمی و رسومی گفته می‌شود که مادران تازه زایمان کرده و زنان در دوران عادت ماهانه شان را در کلبه قاعدگی محبوس می‌کنند و این رسم که در نپال بسیار معمول است، زنان را مجبور می‌کنند در شرایط غیر بهداشتی و در انزوا زندگی کنند.
زن فقط نان خشک، سبزیجات و برنج می‌خورد و اجازه ندارد حبوبات و گوشت بخورد و اجازه ندارد به هیچ ظرف و ظروفی دست بزند و به قسمت اصلی خانه برود. فقط برای شستشوی خود و شستن لباسهایش می‌تواند بیرون برود و در یازدهمین روز بعد از زایمان، موعد حبس شدگی به پایان می‌رسد. یک روحانی مراسم دعای خیر را انجام داده، سر نوزاد را برای اولین بار به سمت خورشید می‌گیرد. بعد، روی سر مادر برنج و آرد پاشیده، او را تطهیر می‌کند.
به جز نپال در مناطق دیگر نیز، بعضی از انواع حبس شدگی در دوران عادت ماهانه متداول است. اما در غرب نپال، این مسئله ابعاد گسترده‌تری دارد، برای مثال بعضی مواقع محل زندگی یک زن به جاهای غیر بهداشتی همانند طویله‌ها و آلونک‌ها محدود می‌شود دیوان عالی نپال افراط در محبوس نگه داشتن زنان را غیرقانونی اعلام کرده‌است، اما متأسفانه این رسم هنوز هم به‌طور گسترده متداول است.

## مدافعان رسوم سنتی
مدافعان این رسم و رسوم معتقد هستند که اگر این رسم را به جا نیاوریم، خداوند خشم خود را بر آنها فرود خواهد آورد؛ و زنی که زایمان کرده به نوزادش شیر می‌دهد پس چگونه می‌تواند غذا بپزد؟ و اگر غذای معمولی بخورد، مریض می‌شود و زنی که در دوران عادت ماهیان‌اش هست به مدت پنج روز نمی‌تواند وارد خانه شود و نمی‌تواند آشپزی کند و اگر چیزی را لمس کند مرتکب گناه شده‌است.

### عواقب وحشتناک
اعتقادات مرتبط با این رسم، در مناطق مختلف نپال متفاوت است. در غرب نپال، بعضی از مردم معتقدند اگر زنی که تازه زایمان کرده و زنی که در دوران عادت ماهانه به سر می‌برد، در داخل خانه بماند، بدیمنی گریبان تمامی اهالی خانه را خواهد گرفت. حتی شیر گاوها به خون تبدیل خواهد شد.
دختری پانزده ساله بر اثر اسهال از دنیا رفت. او به علت خوابیدن در طویله به این بیماری مبتلا شده بود. حتی کسی حاضر نشد این دختر بیمار را به خانه بهداشت برساند.

## نظر پزشکان
چه‌هاپادی اثرات کاملاً زیان‌باری بر مادرانی که تازه زایمان کرده‌اند، دارد. در این دوران مادران و نوزادان باید تغذیه مناسبی داشته باشند. آن‌ها نیازمند عشق و مراقبت هستند. اما محیط غیربهداشتی، برای آن‌ها چیزی جز عفونت و تب را به دنبال ندارد… مادران، که اغلب کم خون هستند، در این گونه مواقع به تزریق خون نیازمندند.

## پافشاری بر اصلاحات
تغییر در راه است. بسیاری از والدین، زنان جوان را در مواقع ضروری به مراکز درمانی می‌برند و زنان بر مقبول نبودن این رسم صحه می‌گذارند، و مردانی نیز از این رسم پیروی نمی‌کنند و خواستار برچیده شدن این رسم هستند.